# Renan Lenz
Renan Santos Lenz (Santo Ângelo, 10 settembre 1990) è un cestista brasiliano.

## Carriera
Con il Brasile ha disputato i Campionati americani del 2017.